# Cryptops typhloporus
Cryptops typhloporus är en mångfotingart som beskrevs av Lawrence 1955. Cryptops typhloporus ingår i släktet Cryptops och familjen Cryptopidae. Inga underarter finns listade i Catalogue of Life.